# Tritom
Tritom é um duo musical brasileiro formado pelos amigos João Vitor Almeida Carreira (Rio de Janeiro, 14 de março de 1994) e João André Melim (Rio de Janeiro, 04 de março de 1992). A banda foi formada em 2016 com a vontade dos dois amigos de unir seus desejos musicais. Começaram com vídeos de covers lançados em seu canal no Youtube e em janeiro de 2019 lançaram o extended play (EP) com intitulação homônima "Tritom". No mesmo ano a dupla abriu alguns shows da turnê da banda Melim a convite da própria e participaram do projeto musical Canta Lá da artista Thalita Meneghim no Rio de Janeiro.

## Início da vida e carreira
Os dois amigos nasceram e se conheceram na cidade de Niterói, no Rio de Janeiro. João André Melim nasceu dia 04 de Março de 1992, e João Vitor Almeida Carreira em 14 de Março de 1994.
João Vitor sempre teve gosto pela música desde a infância, sabendo tocar bateria desde jovem e a compor muito cedo. Ele chegou a ter uma banda com alguns amigos durante seus anos escolares chamada "FunnyDay" (na qual ele era o baterista).
João André também esteve sempre inserido no mundo musical, pois alguns de seus familiares são da área - a exemplo dos primos integrantes da banda Melim (Gabriela, Rodrigo, Diogo, e o irmão do baterista, Lucas Melim). Na infância, gostava de tocar teclado em alguns eventos da escola e da família. Ele é compositor e, junto com Vitor, compõem músicas para a própria banda e também para alguns artistas parceiros.
"Tritom", segundo os dois amigos, significa as três vozes - do João, do Vitor e a dos fãs que cantam junto.

## Carreira

### 2015–2017:Covers
João Vitor tinha, até início de 2016, um projeto com os irmãos gêmeos integrantes da banda Melim, Rodrigo e Diogo que juntos, os 3 davam voz ao Cover A3, que era uma parceria do estúdio 'Incomum Musical' com a produtora Birosca Filmes. A banda apresentava ao público por meio de vídeos postados nas redes sociais (Youtube, Facebook e Instagram) versões inéditas de músicas nacionais e internacionais, tendo como diferencial o jogo de vozes acompanhado de um arranjo acústico. Depois de alguns meses no projeto, Diogo e Rodrigo Melim deixaram o Cover A3 para dar origem a banda Melim, o projeto de covers virou uma  produtora focada em produção audiovisual para cantores/músicos e João Vitor se juntou aos amigos João Melim e Glenda Rolim para dar início a um novo projeto que deu origem a banda Tritom em 18 de março de 2016. O trio seguiu postando os covers com videos produzidos pela produtora Cover A3. Esta formação durou até agosto de 2016 quando Glenda deixou a banda para se dedicar a outros projetos pessoais. Vitor e João decidiram seguir com a banda somente como um duo e dar voz aos trabalhos autorais, tirando do ar alguns covers por conta de direitos autorais (D.A). 

### 2018–presente:Músicas autorais e EP Tritom
Depois de anunciarem a pausa nos covers, o duo lançou oficialmente a primeira música de trabalho, "Hora Extra" nas plataformas de streaming e em pouco tempo conseguiram atingir a marca de 100 mil plays na música no Spotify. A segunda música de trabalho foi "Fica a Vontade", lançada de forma acústica nas plataformas. A próxima música a ser trabalhada pela banda foi "Deixa pra Lá". Seguindo nos lançamentos das autorais, o duo lançou no dia 21 de Fevereiro de 2018, junto com um videoclipe bem produzido em um estúdio cinematográfico, a canção romântica "Fala". O próximo lançamento das autorais foi "Vai Mais uma", também lançada com videoclipe, no dia 28 de março de 2018. No começo de Maio de 2018, mais precisamente no dia 02, a banda lançou mais uma canção autoral, a calma e romântica "Miragem", que conquistou o gosto dos fãs, se tornando uma das queridinhas. Em sua página da rede social Facebook, o Duo, entre um lançamento e outro das músicas autorais, continuava a postar pequenos covers de músicas do Rael, Projota, Vitor Kley, Vitão, Um44k e outros em formato acústico, para o delírio dos fãs que conheceram os rapazes através dos mesmos.
Em 11 de Janeiro de 2019 a banda finalmente lançou, na parceria d’O Selo com a Universal Music Brasil, o Extended Play (EP) tão prometido e aguardado pelos fãs, além do lançamento do clipe de Hora Extra numa nova versão remasterizada no mesmo dia. O álbum contém três faixas de trabalho sendo "Hora Extra", "Assim Não Vale" e "Fica a Vontade". O EP foi produzido por Pedro Dash e Marcelinho Ferraz. Vale ressaltar que "Hora Extra" e "Fica a Vontade" já haviam sido lançadas anteriormente nas plataformas de stream da banda, porém os mesmos decidiram retirar estas do ar e relançar numa versão remasterizada. A novata "Assim Não Vale" em parceria com o rapper Batz Ninja, o Batoré, do Cone Crew Diretoria não virou single. Com poucas horas de lançamento, “Hora Extra” entrou em uma das maiores playlists do Spotify, a “Novidades da semana”.. Ainda sob o sucesso de “Hora Extra”, o duo também entrou para a grande playlist “Pop Brasil” do Spotify, lista que reúne os principais hits do momento no cenário musical brasileiro.
Como prometido aos fãs, em 2019 a banda iria lançar alguns singles "soltos" após o EP. Apostando num R&B característico da banda, Tritom lança em 22 de março de 2019 o primeiro single pós-EP, "Sapatinho de Cristal", a canção, que faz alusão a um conhecido conto, se baseia no olhar feminino para mostrar a realidade atual dos relacionamentos, tendo como cenário a vida noturna dos jovens. Todo o enredo é complementado pelo envolvente som R&B, e tem produção de Marcelinho Ferraz e Pedro Dash, da HeadMedia. No próximo mês, em 19 de abril o duo lança "Nem Aqui Nem Na China" com uma pegada mais diferente das lançadas até agora, uma pegada mais clean com voz e violão e apostada pela mídia como uma trilha sonora dos casais apaixonados. A produção foi assinada pelo hitmaker Papatinho, que já trabalhou com artistas como Anitta, Xamã e Luccas Carlos. O videoclipe, lançado no canal do duo foi dirigido por Felipe Thomaz, da agência BPM. “Ela retrata o momento em que se conhece a pessoa amada e a encara como sua alma gêmea, ressaltando todas as suas qualidades e todas as coisas boas que ela te faz sentir”, observa a dupla. “Além de apreciar suas características, essa música fala sobre o sentimento de ter encontrado a pessoa ideal, deixando de lado tudo o que for passado e apreciando o fato de como você e ela combinam em tudo e foram feitos um para o outro”.
Em junho, Tritom lança mais uma produção de Papatinho que atualmente é um dos nomes mais relevantes da música urbana, desta vez foi o hit love song "Convite", composta pela dupla e pelo rapper Buddy, que também participa da música. A composição é uma bela declaração de amor com versos suaves, acompanhados por um envolvente violão e leves elementos eletrônicos. O videoclipe, também com direção do Felipe Thomaz, foi gravado na Praia da Barra da Tijuca e na Ilha da Gigóia, no Rio de Janeiro. A música caiu no gosto popular e ultrapassou a marca de 100 mil visualizações no Spotify em menos de 1 mês.
Na sequência de “Convite” e ainda com parceria do produtor Papatinho, a Tritom lançou em 12 de julho de 2019 o também hit "Caliente", uma mistura de R&B com um suingue num “tempero apimentado” do Caribe, tendo como feat na composição e na interpretação o DJ Neo Beats. Para dar um toque ainda mais quente, NeoBeats faz seus versos numa língua nativa carregada de paixão. “Caliente” também chega acompanhada de um videoclipe, dirigido por Felipe Thomaz, que teve imagens captadas no Papatunes Studios, no Rio de Janeiro. No finalzinho do mês seguinte, em agosto, a dupla lança a melancólica "Pensando Bem", também composição de Vitor e João e produção do hitmaker Papatinho. O videoclipe oficial da música foi dirigido por Felipe Thomaz. O último single lançado em 2019 pela banda foi a romântica "Mania", a letra é autoral também e a produção foi assinada por Thiago Máximo do Papatunes Studios. O videoclipe também assinado por Felipe Thomaz foi gravado num estúdio no Rio de Janeiro e contou com fotografias enviadas pelos fãs da dupla com seus "amores". Após a gravação as fotos foram enviadas de volta pros fãs como forma de agradecimento numa ação bem legal.
Somente no Spotify, o projeto de três faixas já teve mais de 500 mil reproduções. O número significativo mostra que a dupla, formada por João Tritom e Vitor Tritom, está conquistando os ouvidos dos amantes do R&B e do pop nacional. A Tritom é uma das promessas do R&B nacional e já conquistou posições privilegiadas nas playlists “Novidades da Semana” e “Pop Brasil”, uma das mais ouvidas do Spotify, com cerca de 1,6 milhão de seguidores. Sempre se destacando nas principais playlists de R&B e POP, a Tritom tem feito um trabalho constante para atender o seu crescente publico. A média de ouvintes mensais já atingiu os 90 mil, somente no Spotify. Ao mesmo tempo que planejam apresentar mais novidades, João e Vitor também se preparam para estrear – muito em breve – nos palcos com sua própria turnê.

## Discografia

### Extended plays(EPs)
| Álbum  | Detalhes |
| ------ | --- |
| Tritom | - Lançamento: 11 de janeiro de 2019 - Formatos: Download digital - Gravadora: O Selo - Universal Music International |

## Turnês
Ato de abertura
- "Melim Tour" - Melim - 2019
- "Canta Lá" - Thalita Meneghim - 2019